# Storia di un iceberg
Storia di un iceberg è il primo album del gruppo italiano di musica progressive Algebra, pubblicato nel 1994. 
Registrato nei primi mesi del 1994, il cd include anche le due canzoni incise quasi un decennio prima e pubblicate solo su singolo (A Prayer e You Can't).
L'immagine di copertina è disegnata da Laura Germonio.

## Tracce
Prologue (Giammetti)
Il Ladro Romantico (Giammetti)
Verso Il Nulla (Pastore)
Claudia (Giammetti-Pastore-Giammetti)
Today's Images (Pastore-Giammetti-Pastore)
Genesis Medley:
a) Afterglow (Banks)
b) Firth Of Fifth (Banks-Collins-Gabriel-Hackett-Rutherford)
c) The Musical Box (Banks-Collins-Gabriel-Hackett-Rutherford)
A Prayer (Giammetti)
You Can't (Pastore)
Life Battle (Pastore)
Storia Di Un Iceberg (Giammetti)
Russian Suite:
a) Russian Theme (Giammetti-Silvestri)
b) Igor Goes To... (Giammetti-Pastore-Silvestri)
c) Train Faces (Pastore)
d) Sad Travel (Pastore-Silvestri)
e) Every Brother Deserves A Tear (Giammetti)
Epilogue (Pastore)

## Formazione
Mario Giammetti – voce, basso, chitarra, tastiere su Prologue
Rino Pastore – tastiere, voce su You Can't
Salvatore Silvestri – batteria, percussioni
ospiti:
Maria Giammetti: sax su Verso il nulla, Storia di un iceberg e Russian Suite
Peppe Timbro: fretless bass su Life Battle
Silvia Ricciardi: violino su Russian Suite